# 卡拉瓦德
卡拉瓦德（Kalavad），是印度古吉拉特邦Jamnagar县的一个城镇。总人口24857（2001年）。

## 人口
该地2001年总人口24857人，其中男性12516人，女性12341人；0—6岁人口2831人，其中男1519人，女1312人；识字率68.03%，其中男性为73.37%，女性为62.61%。